# Metriogryllacris pulex
Metriogryllacris pulex är en insektsart som först beskrevs av Heinrich Hugo Karny 1928.  Metriogryllacris pulex ingår i släktet Metriogryllacris och familjen Gryllacrididae. Inga underarter finns listade i Catalogue of Life.